# Pace noului venit
Pace noului venit (titlul original: în rusă Мир входящему, transliterat: Mir vhodeașcemu) este un film dramatic sovietic, 
de comedie, realizat în 1961 de regizorii Aleksandr Alov și Vladimir Naumov, protagoniști fiind actorii Viktor Avdiușko, Aleksandr Demianenko, Stanislav Hitrov și Lidia Șaporenko.

## Rezumat
Cu o zi înainte de capitularea Germaniei naziste, sosește pe front proaspătul absolvent al școlii militare, locotenentul Ivlev. Într-un oraș distrus de lupte, soldații găsesc într-un vagon de tramvai pe Barbara, o femeie germană însărcinată, iar comandantul unității decide să o ajute să ajungă la spital. Ivlev a primit ordin să însoțească această femeie, împreună cu șoferul Pașa și cu Ivan, un alt soldat în stare de șoc în urma contuziilor provocate de explozii, care de asemenea trebuie trimis la spital. Astfel, ofițerii superiori vor să-l protejeze pe tânărul locotenent care încă nu trecuse prin botezul focului, de la o moartea posibilă în luptele crâncene pentru cucerirea Berlinului tocmai la sfârșitul războiului. 
Drumul lung și plin de pericole până la spital, îl maturizează pe tânărul ofițer, făcându-l să cunoască ce înseamnă camaraderia adevărată, pericolul iminent permanent care a adus moartea lui Pașa provocată de niște gloanțe rătăcite sau ajutorul unui șofer american, care transportă gravida și soldatul traumatizat la spital. Războiul se încheie, marcat de nașterea unui bebeluș într-o lume nouă, cu speranța să fie pașnică.

## Distribuție
- Viktor Avdiușko – Ivan Iamșcikov
- Aleksandr Demianenko – Șura Ivlev
- Stanislav Hitrov – șoferul Pavel Rukavițîn, zis Pașa
- Lidia Șaporenko – Barbara
- Vera Bocadoro – franțuzoaica
- Nikolai Grinko – șoferul american
- Nikolai Timofeev – comandantul de batalion
- Izolda Izvițkaia – Klava, soldata agent de circulație
- Andrei Fait – sârbul
- Stepan Krilov – locotenent-colonelul Cerneaev
- Vladimir Marenkov – subofițerul
- Nikolai Hreașcikov – rănitul din Kwikau
- Erwin Knausmüller – ofițerul neamț

## Lansare
A fost lansat în anul 1961 și a avut parte de succes comercial, fiind vizionat de 11,0 milioane de spectatori în cinematografele din Uniunea Sovietică.

## Premii
- 1961 Filmul a primit Premiul special al juriului pentru cel mai bun regizor și premiul Pasinetti (premiul criticilor de film italieni pentru cel mai bun film străin) la  cel de-al 22-lea Festival de la Veneția.